# Leven Rambin
Leven Alice Rambin (Houston, Texas, 17 de mayo de 1990) es una actriz y cantante estadounidense. Es más conocida por interpretar a las medio hermanas Lily Montgomery y Ava Benton en All My Children desde 2004 hasta 2008, y sus papeles recurrentes en Terminator: The Sarah Connor Chronicles, One Tree Hill y CSI: Miami. En 2012 apareció en la exitosa adaptación cinematográfica Los juegos del hambre interpretando a Glimmer, la tributo femenino del Distrito 1. En 2013 interpretó a la heroína Clarisse La Rue en la película de fantasía Percy Jackson y el mar de los monstruos.

## Biografía
Rambin nació en Houston, Texas. Su padre Joseph Howard Rambin III es el cofundador de Moody-Rambin, la firma comercial más grande en Houston. Su madre es Karen Stacy Guthrie. Su hermano, Joseph Rambin, actualmente trabaja en la Universidad de Alabama. Su hermana mayor es Mary Rambin, del blog "More Than Mary" y diseñadora de la línea Moe, actualmente vive en Houston, Texas. Es la nieta de J. Howard Rambin, Jr., antiguo presidente de la compañía de petróleo Texaco. 
Comenzó actuando en obras escolares. Estudió en la Escuela de Cine de Houston donde protagonizó en su primera obra antes de ir a Connecticut y luego a Nueva York cuando fue elegida para All My Children (su primer papel profesional).

## Carrera

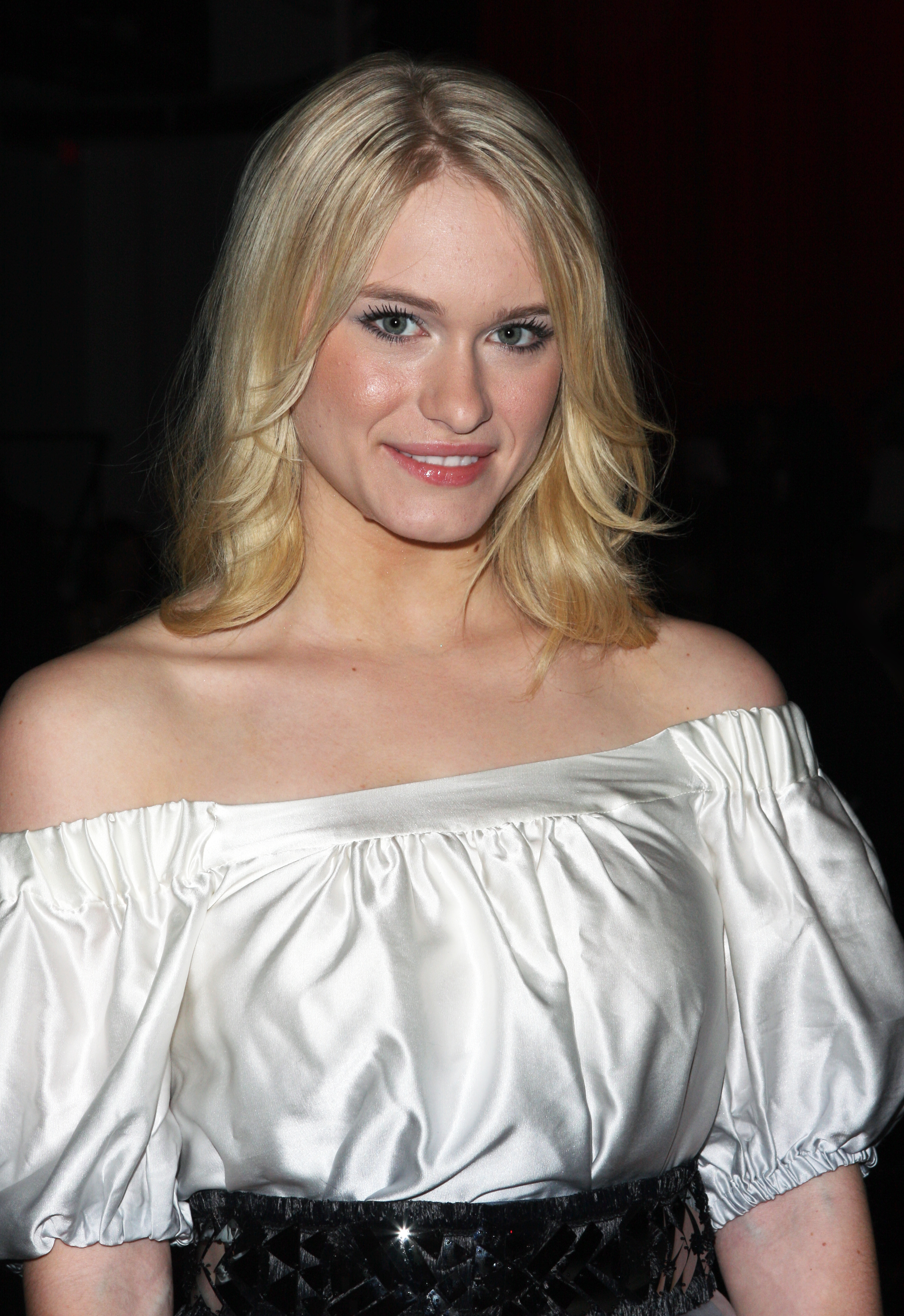
Leven Rambin en 2008.

### 2004–09: Primeros trabajos.
Rambin se unió al elenco de All My Children en febrero de 2004, interpretando a Lily Montgomery, la hija autista de Jackson Montgomery (Walt Willey). El 30 de marzo de 2007, Rambin comenzó a hacer papeles dobles en All My Children, como Lily Montgomery y como su hermana, Avan Benton. Luego apareció en un episodio de Law & Order: Special Victims Unit. 
El 28 de febrero de 2008, Leven apareció en la serie Lipstick Jungle. Leven apareció en la película independiente Gigantic. La película es protagonizada y producida por Paul Dano. Leven filmó un piloto de presentación titulado "Austin Golden Hour", dirigido por Sanford Bookstaver en abril de 2008. Leven fue la única actriz nominada de All My Children para los Premios Emmy número 34. Estuvo nominada por Mejor Actriz Joven en una Serie Dramática por sus papeles de Lily Montgomery y Ava Benton.
En septiembre de 2008, Rambin se unió al elenco de Terminator: The Sarah Connor Chronicles, interpretando a Riley Dawson, una amiga de la escuela e interés amoroso de John Connor. Rambin dejó el programa después de filmar el último episodio, "Ourselves Alone". En 2009, Rambin tuvo el papel como Sloan Riley, la hija de 18 años del Dr. Mark Sloan en Grey's Anatomy.
Rambin regresó temporalmente a All My Children como Lily el 5 de enero de 2010 para el aniversario número 40 del programa.

### 2010–13: Reconocimiento.
En marzo de 2010, Leven fue elegida como la hija de Virginia Madsen y David James Elliott en la serie Scoundrels.
Rambin posó como Elizabeth Wakefield y Jessica Wakefield para la nueva versión de la serie de libros Sweet Valley High. En enero de 2011, Rambin apareció en la serie de Disney Channel Wizards of Waverly Place en el papel recurrente de Rosie, la novia de Justin Russo (David Henrie) que al final resultó ser un ángel negro. En febrero de 2011, fue elegida para el papel de Chloe Hall, en la serie One Tree Hill. Apareció en el papel en el sexto décimo episodio de la octava temporada. En febrero de 2011, Leven fue elegida como Molly Sloan en la serie CSI: Miami, donde tuvo un papel recurrente de un técnico de evidencia que fue trasladada de Tampa. Aparece en la temporada 9 en el episodio catorce donde rápidamente hace una sólida primera impresión en Ryan Wolfe. 
En abril de 2011, se anunció que Lionsgate y el director Gary Ross habían elegido a Rambin para la adaptación cinematográfica de Los juegos del hambre basada en el famoso libro de Suzanne Collins. En la película Ramblin interpreta a Glimmer, la tributo femenino del Distrito 1 y una de las enemigas de la protagonista Katniss Everdeen, interpretada por la actriz Jennifer Lawrence. La película tuvo un éxito rotundo en todo el mundo. En una entrevista con Seventeen, Rambin explicó cómo se entrenó para el papel: "Entrené mucho con la espada, lo que fue realmente desafiante. También entrené mucho el boxeo y el combate cuerpo a cuerpo. Tenía que conseguir entrar en la mentalidad de alguien que querría hacer eso todos los días. Fue genial porque me esforcé física y mentalmente. No podía ser vanidosa por sudar y oler asqueroso o preocuparme por darme uno o dos golpes". Después del éxito de la película, Rambin y el resto del elenco de Los juegos del hambre realizaron una gira llamada The Hunger Games Convention Tour y también aparecieron en el documental The World Is Watching: Making the Hunger Games.
Otros papeles cinematográficos incluyen Persiguiendo Mavericks (2012), que se basa en una historia de la vida real sobre un surfista llamado Jay Moriarty. En la película, Rambin interpretó al interés amoroso principal, Kim Moriarty. Más tarde, Rambin protagonizó el video musical de "Stray Heart" de Green Day, que se lanzó oficialmente el 7 de noviembre de 2012.
En 2013, Rambin apareció en la segunda entrega de la saga de Percy Jackson, Percy Jackson y el mar de los monstruos, dirigida por Thor Freudenthal. En esta segunda entrega Rambin interpreta a Clarisse La Rue, la rival principal de Percy Jackson en el Campamento Mestizo y arrogante semidiosa hija de Ares a la que se le dio la misión de recuperar el Vellocino de oro. En una entrevista con comingsoon.net, Rambin explicó su casting y su tiempo como morena: "Sí, tuve mucha suerte de que Thor pudiera verme como una morena con este cabello rubio. Eso no suele ser lo primero que se te pasa por la cabeza cuando me ves. Pero cuando me puse esa peluca - por suerte no me tiñeron el pelo - y cambió mucho mi físico... Nada en contra de las morenas - todavía me sentía hermosa. Pero yo me sentí mucho menos inhibida, y me sentí un poco más descarada, poderosa y fuerte. Me escondí detrás de todo este cabello castaño, y me dio el poder y la confianza para rasgar verbalmente a este de aquí". Su interpretación de Clarisse recibió críticas en su mayoría positivas. En 2013, Rambin se mudó a la ciudad de Nueva York para estudiar actuación a tiempo completo en Playhouse West Brooklyn Lab y ahora es maestra y miembro del personal de la escuela.

### 2014–presente.
Rambin interpretó a Daisy en la comedia romántica Two Night Stand (2014). Rambin apareció en la comedia dramática Walter (2014) como Kendall, el principal interés amoroso del personaje principal. Rambin también apareció en Seven Minutes (2014) como Kate. Fue elegida como Natalie en The Tomorrow People, apareciendo en los últimos tres episodios de la serie de televisión en 2014. Más tarde, Rambin apareció en True Detective como Athena Bezzerides y apareció en la película I Am Michael en 2015 como Catherine. En 2014, obtuvo el papel principal de Kayla Canyon en el piloto producido de forma independiente, Dr. Del, junto a John Hawkes. En 2017, fue elegida para el papel principal de Fern Sreaves en Tatterdemalion, una película independiente coescrita y dirigida por Ramaa Moseley. También en 2017, obtuvo el papel de Chloe Jones durante la segunda temporada del drama de Hulu, The Path, junto a Aaron Paul y Michelle Monaghan. Ese mismo año, Rambin interpretó el papel protagónico de Kick Lanigan en la serie de drama criminal de NBC Universal, Gone, basada en la novela One Kick de Chelsea Cain.
En 2019 Ramblin interpreta a Sharise Ruddell, una luchadora de lodo e interés amoroso de Vince Neil en la película biográfica The Dirt, dirigida por Jeff Tremaine a partir de un guion de Rich Wilkes, sobre la banda de Hard Rock Mötley Crüe. Se estrenó en Netflix el 22 de marzo del 2019. El 24 de julio de 2020 se estrena en Netflix la película de drama y crimen The Big Ugly, donde Rambin interpreta a Kara en un papel secundario. En enero de 2020 se reportó que Leven Rambin había sido seleccionada para un papel protagónico en la secuela de la película The Purge: Election Year (2016). En 2021 aparece en la película distópica de terror y acción The Forever Purge, quinta película de la franquicia The Purge, dirigida por Everardo Gout. En la película interpreta a la cowgirl Harper Tucker, que junto a su familia debe de sobrevivir a un grupo de purgadores que los toman como rehenes en su granja de Texas.
El 1 de julio de 2022 Rambin estrena en Spotify su primer EP titulado Leven bajo el sello de Records DK. El 5 de julio de 2022 lanza a YouTube el vídeo musical de Ride Or Die en colaboración con la artista Bella Rose. El vídeo está dirigido por ella misma y producido por Alex Bonyata. El 26 de noviembre lanza el sencillo Wayfaring Stranger en Spotify. El 8 de diciembre de 2022 estrena el videoclip de Velvet Seats dirigido nuevamente por ella misma y producido por Brenna Marian. El 12 de diciembre sube un nuevo sencillo a su Spotify llamado Marilyn. En su cuenta de Instagram declaró que sus principales inspiraciones fueron las artistas Taylor Swift, Lana Del Rey y Banks.

## Vida personal
Durante la filmación de la película Los juegos del hambre (2012) y la gira The Hunger Games Convention Tour, se relacionó a Rambin con su compañero de reparto Alexander Ludwig en lo que podría haber sido una relación amorosa ya que se les captó besándose en cámara, pero ambos no hicieron ninguna declaración al respecto. Tiempo después Rambin estuvo comprometida con el productor Geoffrey James Clark. Comenzó a salir con el actor de True Blood, Jim Parrack, en 2014. La pareja se comprometió en agosto del 2014 y se casaron el 10 de octubre de 2015. En marzo de 2017, se anunció que la pareja se había separado después de menos de dos años de matrimonio. Rambin presentó y se le concedió una anulación, y el matrimonio se disolvió. Desde entonces, Rambin se ha referido a su relación con Parrack como "abusiva", y luego reveló que él la había engañado.
Rambin es un entusiasta de la moda y ha escrito varios editoriales sobre la New York Fashion Week para Paper Magazine y Page Six. A Rambin le apasiona la investigación y la concienciación sobre el autismo, así como el trato humano a los animales. Rambin también está involucrado con Surf for Life, una organización que crea proyectos de desarrollo educativo y cultural en comunidades costeras de todo el mundo. Rambin es muy activa en sus redes sociales e interactúa constantemente con sus seguidores, teniendo muy buena relación con los fandoms de Los juegos del hambre y Percy Jackson.

## Filmografía

### Cine
| Año  | Título                                         |  | Papel                |  | Notas            |
| ---- | ---------------------------------------------- |  | -------------------- |  | ---------------- |
| 2008 | Giganti                                        |  | Missy Thaxton        |  | Papel secundario |
| 2008 | Austin Golden Hour                             |  | Annie                |  | .                |
| 2010 | Babe                                           |  | Sarah                |  | Cortometraje     |
| 2010 | Case 219                                       |  | Carla Evans          |  | Protagonista     |
| 2012 | Los juegos del hambre                          |  | Glimmer              |  | Papel secundario |
| 2012 | The World Is Watching: Making the Hunger Games |  | Ella misma/Glimmer   |  | Documental       |
| 2012 | Chasing Mavericks                              |  | Kim Moriarity        |  | Protagonista     |
| 2013 | Isolated                                       |  | Embajadora de la paz |  | Papel secundario |
| 2013 | Percy Jackson y el mar de los monstruos        |  | Clarisse La Rue      |  | Protagonista     |
| 2014 | Two Night Stand                                |  | Daisy                |  | Papel secundario |
| 2014 | Seven Minutes                                  |  | Kate                 |  | Protagonista     |
| 2014 | Walter                                         |  | Kendall              |  | Protagonista     |
| 2014 | Dissonance                                     |  | Cera                 |  | Corto            |
| 2015 | I Am Michael                                   |  | Catherine            |  | Papel secundario |
| 2017 | Tatterdemalion                                 |  | Fern Screaves        |  | Protagonista     |
| 2019 | The Dirt                                       |  | Sharise Ruddell      |  | Papel secundario |
| 2020 | The Big Ugly                                   |  | Kara                 |  | Papel secundario |
| 2021 | The Forever Purge                              |  | Harper Tucker        |  | Protagonista     |

### Televisión
| Año         | Título                                  | Papel                        | Notas |
| ----------- | --------------------------------------- | ---------------------------- | --- |
| 2004–2010   | All My Children                         | Lily Montgomery y Ava Benton | Elenco principal; 162 episodios Actriz revelación excepcional Nominada — Premio Daytime Emmy a la destacada actriz joven en una serie dramática Nominada— Premio Daytime Emmy a Mejor actriz joven en serie dramática. |
| 2006        | The Book of Daniel                      | Caroline Paxton              | Elenco principal; 4 episodios |
| 2007        | Law & Order: Special Victims Unit       | Reagan Michaels              | Episodio: "Responsible" |
| 2008        | Lipstick Jungle                         | Chloe Jamison                | Episodio: "Bombay Highway" |
| 2008–2009   | Terminator: The Sarah Connor Chronicles | Riley Dawson                 | Elenco recurrente; 10 episodios |
| 2009–2010   | Grey's Anatomy                          | Sloan Riley                  | Papel recurrente; 5 episodios |
| 2010        | Good Morning Rabbit                     | Dumbleshe                    | Episodio: "National Hamburger Day" |
| 2010        | Private Practice                        | Sloan Riley                  | Episodio: "Another Second Chance" |
| 2010        | Scoundrels                              | Heather West                 | Elenco principal; 8 episodios |
| 2011        | Wizards of Waverly Place                | Rosie                        | Papel recurrente; 3 episodios |
| 2011        | CSI: Miami                              | Molly Sloan                  | Papel recurrente; 4 episodios |
| 2011        | One Tree Hill                           | Chloe Hall                   | Papel recurrente; 3 episodios |
| 2014        | The Tomorrow People                     | Natalie                      | Papel recurrente; 3 episodios |
| 2014        | Dr. Del                                 | Kayla Canyon                 | Papel principal, 1 episodio piloto. |
| 2015        | True Detective                          | Athena Bezzerides            | 1 episodio |
| 2017        | The Path                                | Chloe Jones                  | Papel recurrente; 7 episodios. |
| 2017 - 2018 | Gone                                    | Kit "Kick" Lannigan          | Papel principal |

## Videos musicales
| Año  | Canción      | Artista                   | Director       |
| ---- | ------------ | ------------------------- | -------------- |
| 2012 | Stray Heart  | Green Day                 | Robert Schober |
| 2022 | Ride Or Die  | Leven Rambin & Bella Rose | Leven Rambin   |
| 2022 | Velvet Seats | Leven Rambin              | Leven Rambin   |

## Premios y nominaciones
| Año  | Premiación                           | Categoría                             | Trabajo                      | Resultado |
| ---- | ------------------------------------ | ------------------------------------- | ---------------------------- | --------- |
| 2005 | 19th Annual Soap Opera Digest Awards | Actriz revelación excepcional         | Lily Montgomery              | Nominada  |
| 2006 | Premio Daytime Emmy                  | Mejor actriz joven en serie dramática | Lily Montgomery y Ava Benton | Nominada  |
| 2007 | Premio Daytime Emmy                  | Mejor actriz joven en serie dramática | Lily Montgomery y Ava Benton | Nominada  |